# FC Dinamo București în sezonul 1986-1987
Sezonul 1986-87 este al 38-lea sezon pentru FC Dinamo București în Divizia A. Mircea Lucescu începe reconstrucția echipei cu jucători din pepiniera clubului, între care Ionuț Lupescu, Bogdan Stelea sau Bogdan Bucur, dar și cu fotbaliști ochiți de antrenor la cluburi din țară, precum Dănuț Lupu de la Dunărea Galați, Dorin Mateuț de la Corvinul sau Rodion Cămătaru de la Craiova, cel care avea să devină și golgheterul campionatului. 
Dinamo încheie pe locul doi, însă la 15 puncte de Steaua care nu suferă nicio înfrângere în tot campionatul. Tot Steaua învinge pe Dinamo și în finala Cupei României. În Europa, Dinamo este eliminată în primul tur al Cupei Cupelor de echipa albaneză 17 Nentori Tirana.

## Rezultate
| Divizia A | Divizia A          | Divizia A             | Divizia A | Divizia A |
| Etapa     | Data               | Adversar              | Stadion   | Rezultat  |
| --------- | ------------------ | --------------------- | --------- | --------- |
| 1         | 17 august 1986     | FCM Brașov            | deplasare | 1-0       |
| 2         | 24 august 1986     | Gloria Buzău          | acasă     | 10-2      |
| 3         | 31 august 1986     | U Craiova             | acasă     | 1-1       |
| 4         | 10 decembrie 1986  | FC Olt                | deplasare | 0-0       |
| 5         | 21 septembrie 1986 | SC Bacău              | acasă     | 4-1       |
| 6         | 26 septembrie 1986 | U Cluj                | deplasare | 0-0       |
| 7         | 5 octombrie 1986   | Chimia Râmnicu Vâlcea | acasă     | 7-0       |
| 8         | 12 octombrie 1986  | Victoria București    | deplasare | 1-1       |
| 9         | 18 octombrie 1986  | Petrolul Ploiești     | acasă     | 3-0       |
| 10        | 26 noiembrie 1986  | Steaua București      | deplasare | 0-3       |
| 11        | 2 noiembrie 1986   | FC Argeș              | acasă     | 3-0       |
| 12        | 16 noiembrie 1986  | Corvinul Hunedoara    | deplasare | 5-3       |
| 13        | 20 noiembrie 1986  | Oțelul Galați         | acasă     | 2-0       |
| 14        | 23 noiembrie 1986  | Flacăra Moreni        | deplasare | 3-1       |
| 15        | 2 decembrie 1986   | Sportul Studențesc    | acasă     | 0-1       |
| 16        | 7 decembrie 1986   | Jiul Petroșani        | deplasare | 0-2       |
| 17        | 14 decembrie 1986  | Rapid București       | acasă     | 2-0       |
| 18        | 8 martie 1987      | FCM Brașov            | acasă     | 2-0       |
| 19        | 15 martie 1987     | Gloria Buzău          | deplasare | 1-0       |
| 20        | 18 martie 1987     | U Craiova             | deplasare | 1-1       |
| 21        | 29 martie 1987     | FC Olt                | acasă     | 1-0       |
| 22        | 4 aprilie 1987     | SC Bacău              | deplasare | 1-2       |
| 23        | 12 aprilie 1987    | U Cluj                | acasă     | 2-0       |
| 24        | 22 aprilie 1987    | Chimia Râmnicu Vâlcea | deplasare | 4-1       |
| 25        | 3 mai 1987         | Victoria București    | acasă     | 4-4       |
| 26        | 10 mai 1987        | Petrolul Ploiești     | deplasare | 2-2       |
| 27        | 13 mai 1987        | Steaua București      | acasă     | 1-1       |
| 28        | 24 mai 1987        | FC Argeș              | deplasare | 2-0       |
| 29        | 30 mai 1987        | Corvinul Hunedoara    | acasă     | 3-3       |
| 30        | 3 iunie 1987       | Oțelul Galați         | deplasare | 3-3       |
| 31        | 13 iunie 1987      | Flacăra Moreni        | acasă     | 2-3       |
| 32        | 18 iunie 1987      | Sportul Studențesc    | deplasare | 4-5       |
| 33        | 21 iunie 1987      | Jiul Petroșani        | acasă     | 6-2       |
| 34        | 25 iunie 1987      | Rapid București       | deplasare | 3-4       |

| Cupa României | Cupa României | Cupa României                   | Cupa României | Cupa României |
| Etapa         | Data          | Adversar                        | Stadion       | Rezultat      |
| ------------- | ------------- | ------------------------------- | ------------- | ------------- |
| șaisprezecimi | 6 mai 1987    | Metalurgistul Cugir             | deplasare     | 4-1           |
| optimi        | 27 mai 1987   | Explorări Câmpulung-Moldovenesc | Focșani       | 4-0           |
| sferturi      | 16 iunie 1987 | Oțelul Galați                   | Focșani       | 2-1           |
| semifinale    | 23 iunie 1987 | Victoria București              | București     | 4-2           |
| finala        | 28 iunie 1987 | Steaua București                | București     | 0-1           |

| Legendă    |
| ---------- |
| victorie   |
| egal       |
| înfrângere |

## Finala Cupei României
| 25 iunie 1987 18:00 | Dinamo București | 0 – 1               | Steaua București | Stadionul 23 August, București Spectatori: 60.000 Arbitru: Radu Petrescu (Brașov) |
| 25 iunie 1987 18:00 |                  | Ladislau Bölöni 25' |                  | Stadionul 23 August, București Spectatori: 60.000 Arbitru: Radu Petrescu (Brașov) |

| DINAMO:        |                   |     |
|                |                   |     |
| P              | Dumitru Moraru    |     |
| F              | Vasile Jercălău   |     |
| F              | Alexandru Nicolae | 46' |
| F              | Lică Movilă       |     |
| F              | Ioan Varga        |     |
| M              | Dănuț Lupu        |     |
| M              | Ioan Andone       | 90' |
| M              | Mircea Rednic     |     |
| M              | Dorin Mateuț      |     |
| A              | Rodion Cămătaru   |     |
| A              | Marian Damaschin  |     |
| Înlocuiri:     |                   |     |
| A              | Costel Orac       | 46' |
| Antrenor:      |                   |     |
| Mircea Lucescu |                   |     |

| STEAUA:           |                     |     |
|                   |                     |     |
| P                 | Dumitru Stângaciu   |     |
| F                 | Niță Cireașă        | 46' |
| F                 | Ștefan Iovan        |     |
| F                 | Miodrag Belodedici  |     |
| F                 | Ilie Bărbulescu     |     |
| M                 | Iosif Rotariu       |     |
| M                 | Mihail Majearu      | 68' |
| M                 | Ladislau Bölöni     |     |
| M                 | Gheorghe Hagi       |     |
| A                 | Victor Pițurcă      |     |
| A                 | Marius Lăcătuș      |     |
| Înlocuiri:        |                     |     |
| F                 | Anton Weissenbacher | 46' |
| M                 | Gavril Balint       | 68' |
| Antrenor:         |                     |     |
| Anghel Iordănescu |                     |     |

## Cupa Cupelor
Turul întâi
| 17 septembrie 1986 | 17 Nentori Tirana | 1 – 0 | Dinamo București | Stadionul Qemal Stafa, Tirana Spectatori: 26.000 Arbitru: Diakonowicz (Polonia) |
| 17 septembrie 1986 | Kola 86'          |       |                  | Stadionul Qemal Stafa, Tirana Spectatori: 26.000 Arbitru: Diakonowicz (Polonia) |

| 1 octombrie 1986 | Dinamo București    | 1 – 2 | 17 Nentori Tirana | Stadionul Dinamo, București Spectatori: 20.000 Arbitru: Afxentiou (Cipru) |
| 1 octombrie 1986 | Rodion Cămătaru 80' |       | Minga 2' Josa 90' | Stadionul Dinamo, București Spectatori: 20.000 Arbitru: Afxentiou (Cipru) |

17 Nentori s-a calificat mai departe cu scorul general de 3-1.

## Echipa
Portari: Dumitru Moraru, Florin Prunea, Bogdan Stelea, Florin Tene.
Fundași: Ioan Andone, Bogdan Bucur, Vasile Jercălău, Iulian Mihăescu, Alexandru Nicolae, Mircea Rednic, Nelu Stănescu.
Mijlocași: Ilie Balaci, Marin Dragnea, Ionuț Lupescu, Dănuț Lupu, Dorin Mateuț, Lică Movilă, Alexandru Suciu, Ioan Varga, Nistor Văidean.
Atacanți: Rodion Cămătaru, Marian Damaschin, Costel Orac, Florin Răducioiu.

## Transferuri
Dinamo îi aduce pe Ilie Balaci (FC Olt), Rodion Cămătaru (Univ. Craiova), Dorin Mateuț (Corvinul Hunedoara, din retur) și Dănuț Lupu (Dunărea Galați, din retur). Pleacă Nelu Stănescu și Nistor Văidean la Flacăra Moreni (ambii în retur). Debutează printre alții Stelea, Bogdan Bucur, Lupescu și Tene.